# 6년

## 연호
- 전한(前漢) 거섭(居攝) 원년

## 기년
- 전한 유자 영 원년
- 신라(新羅) 남해 차차웅(南解次次雄) 3년
- 고구려(高句麗) 유리명왕(瑠璃明王) 25년
- 백제(百濟) 온조왕(溫祚王) 24년

## 사건
- 음력 1월 - 신라의 남해 차차웅이 시조 혁거세 거서간의 묘(廟)를 세웠다.[1]
- 음력 10월 1일 (병진) - 신라에서 일식이 관측되었다.[2]
- 백제가 마한 침공하였다.
- 전한의 왕망이 유자 영을 옹립하고 섭정을 선언하였다.

## 참고 문헌
- 김부식 (1145). 〈권제1 남해 차차웅 조(條)〉. 《삼국사기》.